# Ellida gelida
Ellida gelida är en fjärilsart som beskrevs av Augustus Radcliffe Grote 1876. Ellida gelida ingår i släktet Ellida och familjen tandspinnare. Inga underarter finns listade i Catalogue of Life.